# Zana Ramadani
Pour les articles homonymes, voir Ramadani.
Zana Ramadani (née en 1984) est une femme politique allemande, une militante féministe et une auteure d'origine albanaise. Elle a été présidente de la Junge Union, l'organisation de jeunesse de la CDU, à Wilnsdorf, en Allemagne centrale.

## Biographie
Elle s'est fait connaître lorsqu'elle a fondé la branche allemande du groupe de protestation féministe Femen, en 2012, et a participé à un certain nombre de manifestations seins nus contre l'exploitation sexuelle. Une protestation très médiatisée a consisté à envahir la scène de l'émission de casting télévisé Germany's Next Topmodel de Heidi Klum pendant la finale de la huitième saison en arborant le slogan Heidi horror picture show comme une critique de l'idéal de beauté propagé par l'industrie de la mode. Dans une autre manifestation, le groupe est apparu dans la rue, dans la Reeperbahn, quartier de chaud de Hambourg : Zana Ramadani arborait le slogan Détruisez l'industrie du sexe !.
Le livre de Zana Ramadani, Die verschleierte Gefahr : Die Macht der muslimischen Mütter und der Toleranzwahn der Deutschen est publié en mars 2017 : il critique l'islam et le rôle des mères musulmanes,.
Selon une interview accordée au Süddeutsche Zeitung, en avril 2017, elle reçoit fréquemment des menaces de mort de la part de musulmans conservateurs, et après sa grossesse, les menaces musulmanes comprenaient également le fait de la battre pour provoquer une fausse couche. La police ne voulant pas lui assurer une protection, elle a demandé un permis de port d'arme.